# خرمال مالاباري

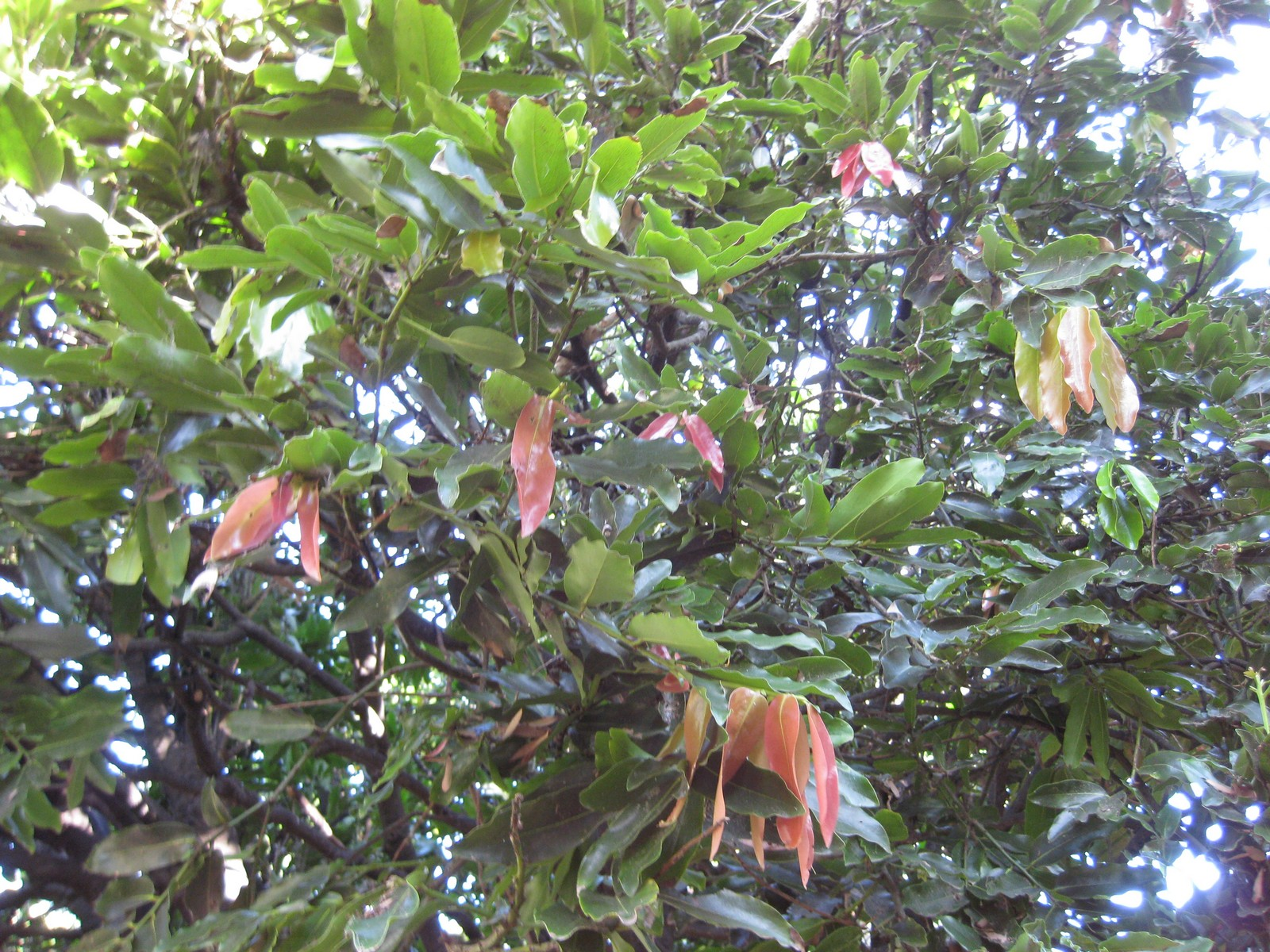

الخرمال المالاباري أو الديوسبير المالاباري (الاسم العلمي:Diospyros malabarica) هو نوع من النباتات يتبع جنس الخرمال من الفصيلة الأبنوسية.